# Letter from Egypt
Letter From Egypt es el título del cuarto trabajo solista del cantante Morten Harket, vocalista del trío noruego a-ha. Supone el regreso del cantante como intérprete solista tras 11 años (desde Vogts Villa).
El álbum fue lanzado el 19 de mayo de 2008 en Noruega y el 30 de mayo en Alemania. Todavía se desconoce si el álbum será lanzado el algún otro país (ni siquiera Reino Unido lo ha recibido de momento). A pesar de que Morten deseaba lanzar el álbum de forma internacional, lo que no hizo con Wild Seed, éste sólo ha salido en los mismos países europeos que lo hiciera su predecesor grabado en inglés.

## Temas
El álbum incluye un total de 12 temas. Dos de ellos son covers: Movies de Locomotives y We'll Never Speak Again de Timbersound. El segundo single, Darkspace se encarga de abrir el disco. Los temas son:
- 1. Darkspace (3:46)
- 2. Send Me An Angel (3:46)
- 3. We'll Never Speak Again (4:21)
- 4. There Are Many Ways To Die (4:11)
- 5. With You - With Me (3:48)
- 6. Letter From Egypt (5:26)
- 7. A Name Is A Name (3:02)
- 8. Movies (3:54)
- 9. Slanted Floor (edición alemana) 
 Shooting Star (3:55) (edición noruega)
- 10. Anyone (4:41)
- 11. Should The Rain Fall (4:35)
- 12. The One You Are (3:42)

Todos los temas están escritos por Morten y Ole Sverre Olsen y la música es de Morten y Kjetil Bjerkestrand excepto la pista 3, por Magne Furuholmen (del álbum Hotel Oslo de Timbersound) y la pista 8 por Kåre Vestrheim, Georg Buljo, Hans Jørgen Støp, Thomas Tofte y Anders Engen (integrantes de Locomotives).
El álbum está coproducido por Kjetil Bjerkestrand, compañero de Magne Furuholmen cuando éste formó el grupo Timbersound en 1994.

## Promoción
No se ha realizado una gira para promocionar el disco. Se realizaron cuatro conciertos pertececientes al programa An Evening with Morten Harket, Savoy and Magne F, donde cada miembro de a-ha ofrecía un breve espectáculo con varias canciones de su repertorio solista para promocionar sus trabajos en solitario: Letter from Egypt de Morten Harket, A Dot of Black in the Blue of Your Bliss de Magne F y Savoy Songbook Vol. 1 de Savoy. La serie de conciertos tuvo lugar entre el 20 y el 24 de mayo de 2008 en el Rockefeller Music Hall de Oslo, Noruega el 20, 21 y 22 y el 24 en el Royal Albert Hall en Londres, Reino Unido.

### Sencillos
- 2007: "Movies".
- 2008: "Darkspace".
- 2008: "We'll Never Speak Again".

## Vídeos musiales
No se grabaron vídeos musicales, pero sí varios anuncios, entre ellos uno para promocionar un Sony Ericsson, y en la web oficial hay varios episodios ("Websodies") del making-of.

## Enlaces
- Movies (en directo Premio Nobel de la Paz)

- Datos: Q1754721